# Гнилуша (Орловская область)
Гнилуша — село в Глазуновском районе Орловской области России. 
Входит в Богородское сельское поселение в рамках организации местного самоуправления и в Богородский сельсовет в рамках административно-территориального устройства.

## География
Расположено в 15 км к западу от райцентра, посёлка городского типа Глазуновка, и в 53 км к югу от центра города Орёл.

## Население
| 2002 | 2010 |
| ---- | ---- |
| 266  | ↘238 |

Согласно результатам переписи 2002 года, в национальной структуре населения русские составляли 94 % от жителей.